# Вратовръзка
Вратовръзка се нарича дълго парче плат, носено на шията, под яката, със специален възел на гърлото, като покрива копчетата на ризата.
Мъжете носят вратовръзки като всекидневно офис облекло, по официални поводи или като униформа. Жените също ги носят като част от униформа – в армията, в училище, в ресторанта.